# Grailly
Grailly ist eine adlige Familie aus dem Pays de Gex, die durch Heiraten im südfranzösischen Adel aufstieg. Es erlangte unter anderem die Grafschaft Foix, das Herzogtum Nemours und den Titel des Königs von Navarra.

## Stammliste
1. Jean I. de Grailly aus dem Pays de Gex
  1. Pierre II. de Grailly, 1356 bezeugt, Vicomte de Bénauges et de Castillon, 1348 Gründungsmitglied des Hosenbandordens; ⚭ I Assalhilde de Bordeaux, Captale de Buch; ⚭ II Rosemburge de Périgord, Tochter von Hélie de Talleyrand, Comte de Périgord (Haus Périgord)
    1. (I) Jean II. de Grailly, 1343 bezeugt, Captal de Buch, Vicomte de Bénauges et de Castillon; ⚭ Blanche de Foix, Tochter von Gaston I., Graf von Foix (Haus Comminges)
      1. Jean III. de Grailly († 1376), Captal de Buch, genannt „le grand captal“, 1364 Graf von Nemours, 1369 englischer Comte de Bigorre, Ritter des Hosenbandordens

    2. (II) Archambaud de Grailly († 1413), 1365 Vicomte de Castillon et de Gurson, 1376 Captal de Buch (obwohl kein Nachkomme des Hauses Bordeaux) und Vicomte de Bénauges, 1398 Graf von Foix etc.; ⚭ 1380 Isabelle, 1398 Comtesse de Foix et de Bigorre, Vicomtesse de Béarn et de Castelbon etc., Schwester des Grafen Mathieu (Haus Comminges)
      1. Johann I., Graf von Foix, Vizegraf von Béarn und Villemur (1412–1436), erhält 1426 Bigorre als königliches Lehen, ⚭ Jeanne d'Albret (Haus Albret)
        1. Gaston IV., Graf von Foix und Bigorre, Vizegraf von Béarn, Nébouzan, Villemeur und Lautrec, Pair von Frankreich, (1436–1472) ⚭ Eleonore Gräfin von Foix 1472–1479, Königin von Navarra 1479
          1. Gaston († 1470) Prinz von Viana
            1. François-Fébus, König von Navarra 1479–1483, Graf von Foix und Bigorre, Vizegraf von Béarn, Pair von Frankreich
            2. Katharina, Königin von Navarra 1483–1512, ⚭ Jean d’Albret, König (Johann III.) von Navarra 1484–1516 (Haus Albret)

          2. Pierre le Jeune († 10. August 1490), Elekt von Vannes und Bischof von Aire, Kardinal
          3. Jean († 1500), Vizegraf von Narbonne und Graf von Étampes
            1. Gaston († 11. April 1512), Herzog von Nemours und Graf von Beaufort
            2. Germaine ⚭ Ferdinand II. der Katholische, König von Aragonien, 1512–1516 auch König von Navarra

          4. Marie († 1467), ⚭ seit 1465 mit Markgraf Guglielmo X. von Montferrat
          5. Jeanne († 1576), ⚭ seit 1469 mit Graf Johann V. von Armagnac (Haus Lomagne)
          6. Marguerite († 1486), ⚭ seit 1471 mit Herzog Franz II. von der Bretagne
          7. Catherine († vor 1494), ⚭ seit 1469 erste Ehefrau des Grafen Gaston II. de Foix-Candale (siehe unten)
          8. Isabelle, † 1504; ⚭ I Jacques Vicomte de Turenne; ⚭ II Pedro de Peralta y Ezpeleta, 1. Conde de Santistebn de Lérin (Haus Frankreich-Évreux)

        2. Peter de Foix († 1454), Vizegraf von Lautrec
          1. Jean de Foix († nach 1498), Vizegraf von Lautrec
            1. Odet de Foix († 15. August 1528), Vizegraf von Lautrec und Graf von Beaufort, Marschall von Frankreich (Maréchal de Lautrec)
            2. Thomas de Foix († 3. März 1525), Bischof von Tarbes, Marschall von Frankreich (Maréchal de Lescun)
            3. André de Foix († 1547), Herr von Lesparre
            4. Françoise de Foix († 16. Oktober 1537), Mätresse König Franz I. von Frankreich

      2. Gaston I. de Foix-Grailly († nach 1455), Captal de Buch, Graf Bénauges und Longueville, Ritter des Hosenbandordens
        1. Jean IV. de Foix-Grailly († 1485), englischer Earl of Kendal, ab 1461 Captal de Buch und Graf von Béanuges, Ritter des Hosenbandordens
          1. Gaston II. de Foix-Candale († 1500), Captal de Buch, Graf von Candale und Bénauges
            1. (I) Gaston III. de Foix-Candale († 1536), Captal de Buch, Graf von Candale und Bénauges
              1. Charles († 1528), Comte de Astarac
              2. Jean V. († 1528), Comte de Astarac
              3. Frédéric de Foix-Candale († 1571), Comte de Candale, de Bénauges et d'Astarac, Captal de Buch; ⚭ Françoise de La Rochefoucauld, Tochter des Comte François II.
                1. Jean VI., Comte de Astarac
                2. Henry de Foix-Candale († 1572), Comte de Candale, de Bénauges et d’Astarac, Captal de Buch; ⚭ Marie de Montmorency, Tochter von Anne de Montmorency, Duc de Montmorency (Stammliste der Montmorency)
                  1. Francoise
                  2. Marguerite de Foix-Candale († 1593), Comtesse de Candale, de Bénauges et d’Astarac, Captale de Buch; ⚭ 1587 Jean Louis de Nogaret de La Valette, 1. Duc d’Èpernon († 1642)

                3. Christophe, Bischof von Aire
                4. Henri-François de Foix-Candale (* 1512, † 1594), 1576 Bischof von Aire, 1572–1587 Captal de Buch als Vormund der Töchter Henris
                5. Charlotte Diane de Foix-Candale († 1587)

            2. (I) Jean de Foix-Candale († 1529), Erzbischof von Bordeaux
            3. (I) Pierre de Foix-Candale († ?), Baron de Langon
            4. (I) Anne de Foix-Candale († 26. Juli 1506), ⚭ 6. Oktober 1502 König Wladislaw II. von Böhmen und Ungarn
            5. (II) Alain († ?), Vizegraf von Castillon; ⚭ Françoise de Prez de Montpezat, Vicomtesse de Castillon
              1. Jeanne-Françoise († 30. Mai 1542); ⚭ um 1540 Honorat II. de Savoie, Comte de Tende, Comte und später (1565) Marquis de Villars, Marschall von Frankreich (Haus Savoyen)

            6. (II) Amanieu († 1559), von 1552 bis 1556 Bischof von Carcassonne und 1556–1559 Bischof von Mâcon
            7. (II) Louise († 1. Oktober 1534), ⚭ seit 1514 mit François de Melun, Herr von Antoing und Graf von Epinoy

          2. Jean († ?), Vizegraf von Meilles (Nachkommen als Herzöge von Randan bis 1714)
          3. Catharine († 1510), ⚭ seit 1468 Graf Karl von Armagnac (Haus Lomagne)
          4. Marguerite († 9. Dezember 1536), ⚭ seit 1492 mit Markgraf Ludwig II. von Saluzzo (Aleramiden)

        2. Isabelle, † 1459; ⚭ Jacques I., † 1474/75, Sire de Pons (Haus Pons)

      3. Archambaud († 10. September 1419)
      4. Mathieu († Dezember 1453), durch Ehe Graf von Comminges
      5. Pierre l’Ancien († 13. Dezember 1464), Bischof von Lescar und Erzbischof von Arles, Kardinal

  2. Jean de Grailly, in Savoyen – Nachkommen